# Żabinka
Żabinka (biał. Жабінка) – miasto na Białorusi w obwodzie brzeskim, centrum administracyjne rejonu żabineckiego. Leży przy ujściu rzeki Żabinka do Muchawca. 13,1 tys. mieszkańców (2010).
Miasto znajduje się 30 km na północny wschód od Brześcia. Stanowi węzeł kolejowy (kierunki na Brześć, Berezę Kartuską i Kobryń). Drogi na Brześć, Kobryń i Kamieniec.

## Nazwa, herb
Nazwa miasta pochodzi od żabiścieku pływającego – popularnej w okolicy rośliny wodnej, lub od niewielkiego dopływu Muchawca, rzeki Żabinka, po raz pierwszy wspomnianej w dokumentach z XVII wieku. Herb przedstawia stylizowany wizerunek dwóch rzek: Żabinki i Muchawca w miejscu ich połączenia, oraz trzy kwiaty żabiścieku.

## Historia

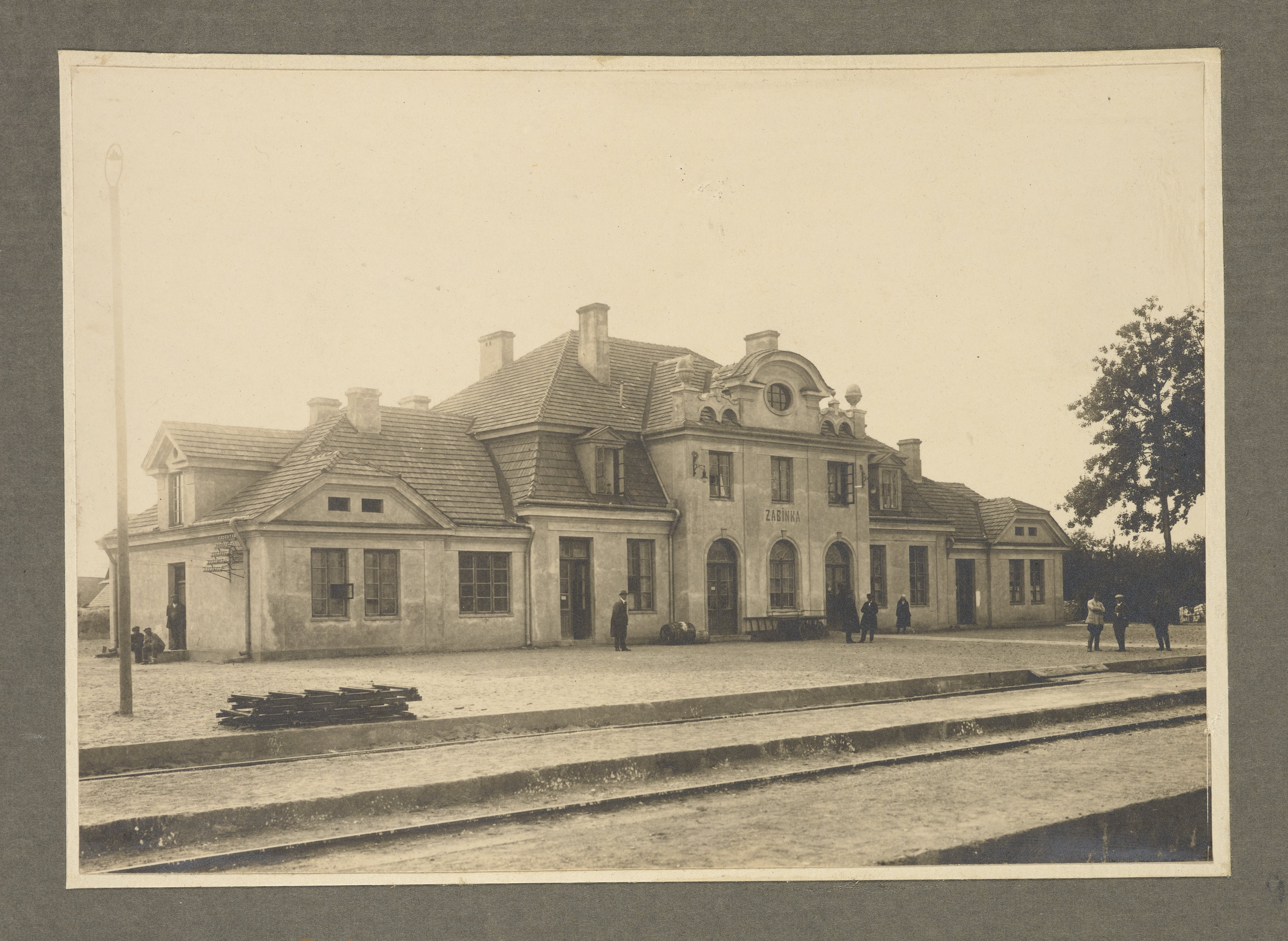
Dworzec kolejowy w czasach II RP

- XVIII w.: w miejscu dzisiejszej Żabinki założono chutor folwarku Płoszcza
- 1816: własność Ganieckich
- poł. XIX w.: przeszła na własność Trombickich
- 1871: oficjalna data założenia miasta – pojawiła się Stacja Żabinka Kolei Moskiewsko-Brzeskiej[3]
- 1890: posiadała 30 domów, 6 sklepów, hotel, pocztę, 3 karczmy, cerkiew i synagogę
- 10 lutego 1919: po wycofaniu się Niemców zajęta przez polski oddział kawalerii pod dowództwem mjr Władysława Dąbrowskiego[4].
- 1920: w rejonie miejscowości trwały intensywne walki oddziałów polskich i sowieckiech
- 1921: w wyniku wojny polsko-bolszewickiej włączona do II Rzeczypospolitej; w gminie Zbirogi powiatu kobryńskiego województwa poleskiego
- 1928: centrum administracyjne gminy Żabinka
- wrzesień 1939: teren walk z Niemcami, następnie w wyniku napaści ZSRR na Polskę, włączona do Białoruskiej SRR
- koniec 1941 – utworzenie przez Niemców getta żydowskiego (ok. 700 osób)
- czerwiec 1942 – Żydzi wywiezieni do getta w Małorycie, część zamordowana na miejscu i w Bronnej Górze
- 1959: w rejonie kamienieckim Białoruskiej SRR
- 1962–1966: w rejonie kobryńskim Białoruskiej SRR
- 1970: otrzymała status miasta
- 1991: w składzie niepodległej Białorusi
- 13 października 2007: w mieście odbyły się obwodowe „Dożynki-2007”, impreza o dużym znaczeniu na Białorusi

## Demografia
Liczba ludności:
- 1890 – 282[5]
- 1905 – 272[3]
- 1931 – m.in. 445 Żydów[6]
- 1959 – 2900
- 1989 – 11 000[2]
- 1991 – 11 900[7]
- 2006 – 12 800
- 2008 – 13 000
- 2010 – 13 100

## Zabudowa

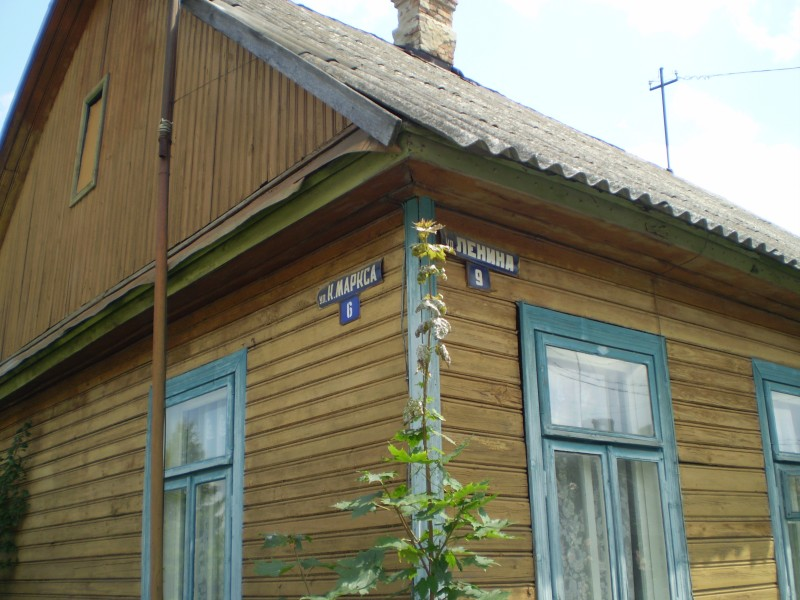
Przykład drewnianej zabudowy przy ul. Lenina

Najstarszą ulicą Żabinki jest ul. Lenina (dawniej ul. Tadeusza Kościuszki), zabudowana w większości drewnianymi domami i sklepami.
Nowoczesne miasto rozwija się na południowy wschód, wzdłuż linii kolejowej, która dzieli miasto na dwie części: południową – mieszkalną i północną – przemysłową. W części północno-zachodniej za koleją znajduje się „miasteczko” cukrowni. Zbudowane są tam 3-5-piętrowe domy mieszkalne, szkoła, przedszkole, sklepy, ośrodek obsługi mieszkańców i inne. Urbanistyczną strukturę miasta wyznaczają ulice: Kirowa, Woli, Szaszejnaja, Pijanierskaja, Kamsamolskaja, które tworzą wraz z innymi ulicami kwartały miejskie. Budynki instytucji administracyjnych, społecznych, kulturalnych i oświatowych koncentrują się na ul. Kirowa – głównej ulicy miasta i znajdującym się w jej ciągu głównym placu. Znajdują się tam: Rejonowy Komitet Wykonawczy, dom kultury, kino, węzeł łączności, kombinat edukacyjno-produkcyjny, przychodnia, poliklinika, dom towarowy, ośrodek obsługi mieszkańców, restauracja itd. Do głównego placu przylega park.
Główna część zabudowy znajduje się na ulicach Kirowa i Woli. Zbudowane są tam 3-5-piętrowe domy mieszkalne. Do ul. Kirowa w południowej części przylega nowa dzielnica nowoczesnych, uporządkowanych budynków mieszkalnych. Znajdują się tam także sklepy, przedszkole i in. Według planu generalnego, opracowanego w 1978 przez Białoruski Naukowo-Badawczy i Projektowy Instytut Budownictwa Miejskiego, przewidziany jest rozwój miasta na wschód wzdłuż prawego brzegu rzeki Muchawiec; w centralnej części miasta wznoszenie wielopiętrowych domów mieszkalnych, w części zachodniej – indywidualne budownictwo mieszkalne (w tym domy jednorodzinne).

### Zabytki

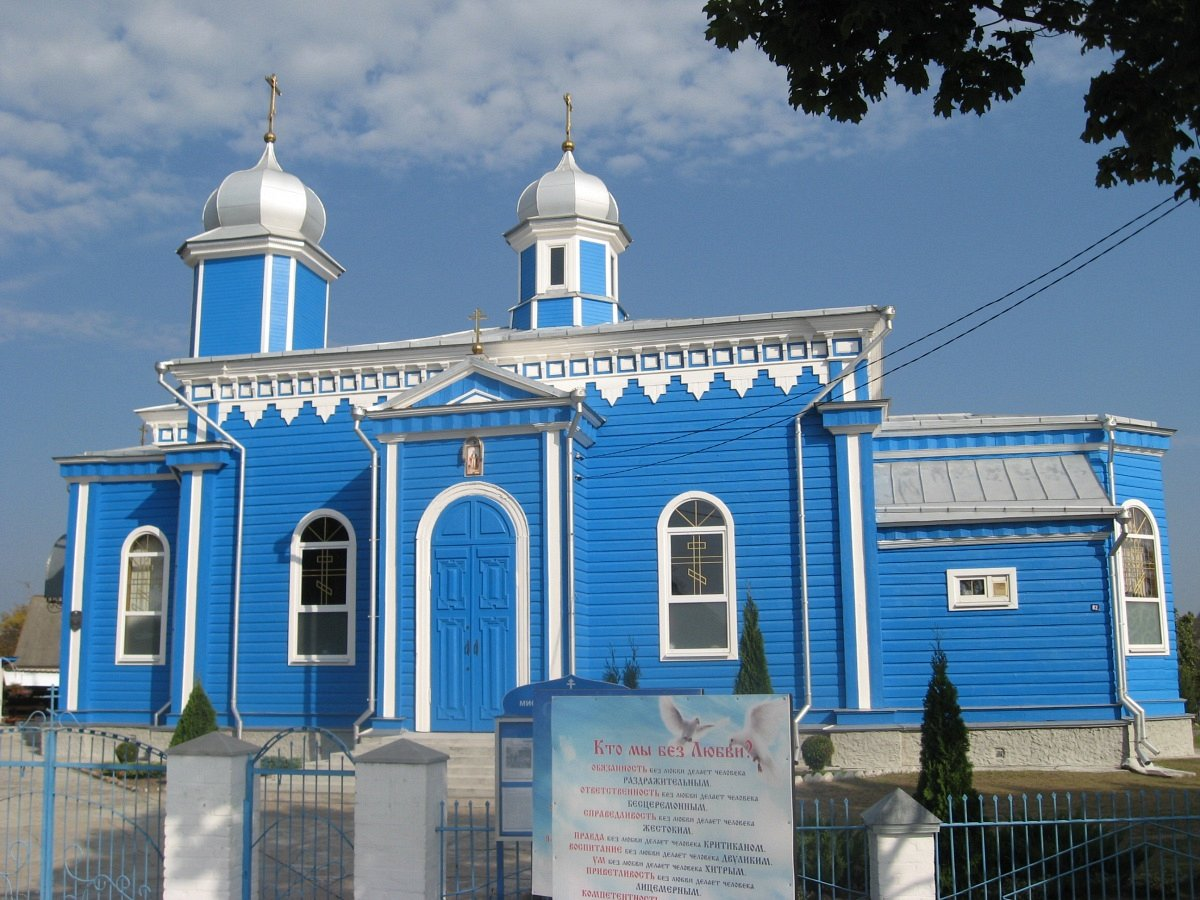
Cerkiew Opieki Matki Bożej

W Żabince znajduje się parafialna cerkiew prawosławna pw. Opieki Matki Boskiej z 1885, a także stacja kolejowa z lat 20. XX w. Istniejący w przeszłości kościół katolicki został zniszczony. W 1999 zbudowano nowy kościół parafialny św. Józefa. Ponadto w pobliżu cmentarza znajduje się zbiorowa mogiła 9 żołnierzy Armii Krajowej z oddziału „Watra I” I Okręgu Poleskiego AK, poległych 27 października 1943 roku w walce z Niemcami pod niedalekimi Siechnowiczami Małymi. Spoczywają w niej m.in. por. Stanisław Murawski ps. „Stanisław” i szef oddziału st. sierż. Józef Kazimierczak ps. „Bzura”. W 1993 roku na mogile umieszczono tablicę pamiątkową z napisami po polsku i po białorusku. Została ona ufundowana przez Radę Ochrony Pamięci Walk i Męczeństwa oraz polskie środowiska kombatanckie.
W dzielnicy Zdzitowo (dawnej wsi) znajduje się drewniana parafialna cerkiew prawosławna pw. św. Męczennika Nikity z 1502 r.

## Gospodarka
Przemysł spożywczy, produkcja materiałów budowlanych.
- Żabinecka cukrownia (ААТ «Жабінкаўскі цукровы завод») – jedna z czterech cukrowni na Białorusi, założona 20 stycznia 1963
- Żabinecka fabryka mieszanek paszowych (ААТ «Жабінкаўскі камбікормавы завод») – duży wytwórca mieszanek paszowych i karm dla zwierząt domowych pod handlową marką „Reks”

## Edukacja, kultura, zdrowie

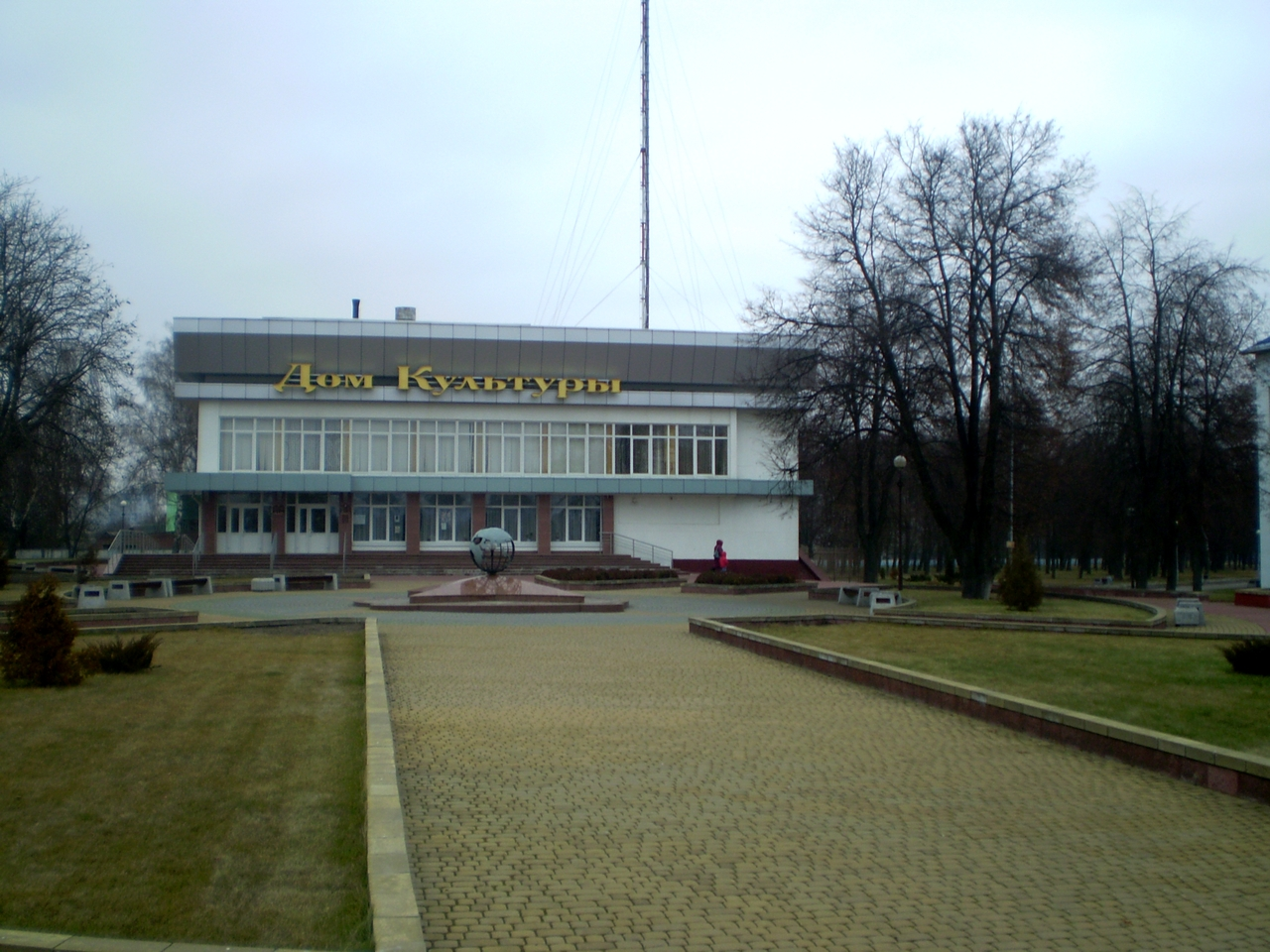
Dom Kultury

W Żabince znajdują się szkoły: 3 średnie, muzyczna, sportowa dziecięco-młodzieżowa, specjalna z internatem, oraz 5 placówek edukacji przedszkolnej. Działają także 4 biblioteki i dom kultury. Opieką medyczną mieszkańców zajmują się przychodnia i poliklinika.

## Sport
W Żabince działa jeden z największych w obwodzie brzeskim ośrodków sportowo-rehabilitacyjnych „Rześkość” («Бадзёрасьць», „Badzioraść”) posiadający dwie sale do mini piłki nożnej, koszykówki, siatkówki, tenisa ziemnego, dwa baseny (dla dorosłych i dla dzieci), siłownię z dużą liczbą przyrządów, ring bokserski. Działają dziecięce i młodzieżowe sekcje sportowe taekwondo, siatkówki, boksu, lekkiej atletyki, pływania, mini piłki nożnej, wieloboju. Ośrodek dysponuje także kilkoma stołami do tenisa stołowego, stołem bilardowym i sauną.
W Żabince odbywają się międzynarodowe turnieje i konkursy.